# 青石山街道
青石山街道，是中华人民共和国河南省平顶山市新华区下辖的一个乡镇级行政单位。

## 行政区划
青石山街道下辖以下地区：
井青社区、井营村和胡庄村。